# 寅次郎的故事8 寅次郎恋歌
《寅次郎的故事8 寅次郎恋歌》（日語：男はつらいよ 寅次郎恋歌）是一部1971年上映的日本喜剧电影，亦是《寅次郎的故事系列》的第八部剧场版作品。由山田洋次导演，渥美清、倍赏千惠子、前田吟、森川信及池内淳子等等主演。於1971年11月20日上映。

## 劇情簡介
希望經過一輪流浪生活後得到休息，寅次郎再次回到家中。寅次郎對寺山門開咖啡店的寡婦贵子迷戀，但最後寅次郎帶著這份秘密感情抽身而去，再次流浪。

## 主要演员
- 车寅次郎：渥美清
- 诹访樱：倍赏千惠子
- 车龙造：森川信
- 车つね：三崎千惠子
- 诹访博：前田吟
- たこ社长：太宰久雄
- 御前样：笠智衆
- 诹访毅：梅野泰靖
- 诹访修：穗积隆信
- 劳务者：谷村昌彦
- 坂东鹤八郎：吉田义夫
- 大空小百合：冈本茉莉
- 诹访飙一郎：志村乔
- 六波罗贵子：池内淳子
- 满男：中村はやと
- 诹访咲江：上野绫子
- 菊の花売り：谷よしの

## 奖项
- 第26届每日电影奖之导演奖／山田洋次
- 电影旬報BEST10第8位
- 编剧作家協会之编剧奖／山田洋次、浅间义隆
- 第25届电影技术奖／高羽哲夫

### 英文
- . 英国电影协会.   [2012-10-02]. （原始内容存档于2012-10-17） （英语）.
- . Complete Index to World Film.   [2012-10-02]. （原始内容存档于2012-09-13） （英语）.

### 德文
- . www.molodezhnaja.ch.   [2012-10-02]. （原始内容存档于2012-09-22） （德语）.

### 日文
- . www.allcinema.net.   [2012-10-02]. （原始内容存档于2012-10-18） （日语）.
- . 日本电影院数据库（日本文化厅）.   [2012-10-02]. （原始内容存档于2012-02-26） （日语）. 外部链接存在于|publisher= (帮助)
- . 日本电影数据库.   [2012-10-02]. （原始内容存档于2012-10-02） （日语）.
- . 电影旬报.   [2012-10-02]. （原始内容存档于2012-03-09） （日语）.

### 中文
- . 豆瓣电影.   [2012-10-02]. （原始内容存档于2013-07-29）.